# СТЭС Коалинга
СТЭС Коалинга (англ. Coalinga Solar Power Plant) — солнечно-топливная электростанция (или солнечно-термодинамическая электростанция) (СТЭС) башенного типа, расположенная в четырёх км севернее Коалинга, штат Калифорния, США. Установленная мощность 29 МВт.

## Основные сведения
Станция находится в долине Сан-Хоакин на старейшем в США нефтяном месторождении Коалинга. Построена и эксплуатируется компанией BrightSource Energy совместно с Chevron.
Состав сооружений станции:
- Башня-концентратор, высотой 100 м;
- Площадь участка гелиостатов 41 га, число гелиостатов на участках — 3 822 шт (каждый состоит из двух[11] зеркал по 7,7 м² суммарной площадью 15,5 м²).

Особенность солнечной электростанции заключается в том, что она не вырабатывает электроэнергию для потребителей. Она производит пар, который под давлением закачивается под землю, повышая нефтеотдачу месторождения.